# Okręgowe rozgrywki w piłce nożnej woj. warszawskiego (1921)
1. Edycja okręgowych rozgrywek w piłce nożnej województwa warszawskiego
| Rozgrywki | Poziomy rozgrywkowe w sezonie 1921 | Poziomy rozgrywkowe w sezonie 1921 | Poziomy rozgrywkowe w sezonie 1921 | Poziomy rozgrywkowe w sezonie 1921 | Poziomy rozgrywkowe w sezonie 1921 | Poziomy rozgrywkowe w sezonie 1921 | Poziomy rozgrywkowe w sezonie 1921 | Poziomy rozgrywkowe w sezonie 1921 | Poziomy rozgrywkowe w sezonie 1921 |                    |
| --------- | ---------------------------------- | ---------------------------------- | ---------------------------------- | ---------------------------------- | ---------------------------------- | ---------------------------------- | ---------------------------------- | ---------------------------------- | ---------------------------------- | ------------------ |
| Centralne | I poziom ligowy                    | Mistrzostwa Polski                 | Mistrzostwa Polski                 | Mistrzostwa Polski                 | Mistrzostwa Polski                 | Mistrzostwa Polski                 | Mistrzostwa Polski                 | Mistrzostwa Polski                 | Mistrzostwa Polski                 | Mistrzostwa Polski |
| Okręgowe  | II poziom ligowy                   | Klasa A                            | Klasa A                            | Klasa A                            | Klasa A                            | Klasa A                            | Klasa A                            | Klasa A                            | Klasa A                            |                    |
| Okręgowe  | III poziom ligowy                  | Klasa B                            | Klasa B                            | Klasa B                            | Klasa B                            | Klasa B                            | Klasa B                            | Klasa B                            | Klasa B                            |                    |

## Klasa A - II poziom rozgrywkowy
| Poz. | Drużyna          | M | Z | R | P | Bramki | Pkt. |
| ---- | ---------------- | - | - | - | - | ------ | ---- |
| 1    | Polonia Warszawa | 4 | 4 | 0 | 0 | 21:1   | 8    |
| 2    | Korona Warszawa  | 4 | 2 | 0 | 2 | 9:9    | 4    |
| 3    | WKS Warszawa     | 4 | 0 | 0 | 4 | 1:21   | 0    |

| Mecze | POL | KOR | WKS |
| ----- | --- | --- | --- |
| POL   | X   | 5:0 | 5:0 |
| KOR   | 1:3 | X   | 3:0 |
| WKS   | 0:8 | 1:5 | X   |

- W następnym sezonie klasa A powiększona do 5 drużyn.
- Z klasy B awansował AZS Warszawa, Warszawianka.

## Klasa B - III poziom rozgrywkowy
| Poz. | Drużyna             | M | Z | R | P | Bramki | Pkt. |
| ---- | ------------------- | - | - | - | - | ------ | ---- |
| 1    | AZS Warszawa        | 6 | 4 | 0 | 2 | 19:7   | 8    |
| 2    | Polonia II Warszawa | 6 | 3 | 1 | 2 | 13:9   | 7    |
| 3    | Warszawianka        | 8 | 3 | 0 | 3 | 7:5    | 6    |
| 4    | Makabi Warszawa     | 8 | 0 | 1 | 5 | 2:20   | 1    |

| Mecze | AZS | POL2 | WAR | MAK |
| ----- | --- | ---- | --- | --- |
| AZS   | X   | 6:2  | 0:3 | 4:0 |
| POL2  | 2:0 | X    | 2:0 | 2:2 |
| WAR   | 0:3 | 1:0  | X   | 0:0 |
| MAK   | 0:6 | 0:5  | 0:3 | X   |